# Zachary Breaux
Zachary Breaux fue un guitarrista estadounidense de jazz y jazz funk.

## Trayectoria, estilo y valoración
La carrera de Zachary Breaux como músico de sesión da comienzo en la década de 1980, cuando trabaja junto a artistas tan importantes como Stanley Turrentine, Jack McDuff, Donald Byrd, Lonnie Liston Smith o Dee Dee Bridgewater. En 1984 comienza una larga serie de colaboraciones con el vibrafonista Roy Ayers. En 1992 publica Groovin, un disco en directo que es considerado por la crítica como su mejor trabajo y en el que muestra su talento como improvisador. Laid Back (1994) ofrece su lado más comercial, y es acogido con tibieza por la crítica. Uptown Groove, su último trabajo, cuenta con músicos del calibre de Brian Bromberg, Hubert Laws y Rene Rosnees, y presenta a un Breaux ejecutando solos de gran calidad sobre temas de carácter más comercial. El álbum alcanza el puesto 14 de las listas Billboard y supone la despedida de Breaux, que fallece ahogado en una playa de Miami  cuando intentaba salvar a una bañista.
Zachary Breaux ha sido calificado como un hábil guitarrista influenciado por George Benson y Wes Montgomery, capaz de moverse con solvencia en el ámbito del soul jazz, del post bop y del smooth jazz más comercial.

## Como líder
- 1992 Groovin' (NYC Records)
- 1994 Laid Back (NYC Records)
- 1997 Uptown Groove (Zebra Records)

### Comosideman, recopilaciones y trabajos póstumos
- 1983 - Ancient Future'' - Randy Weston
- 1991 - Searchin' - Roy Ayers
- 1992 - Double Trouble - Roy Ayers
- 1993 - Good Vibrations - Roy Ayers
- 1993 - Guitar Tribute to the Beatles: Come Together - VV.AA
- 1993 - Jazzmatazz, Vol. 1 - DJ Guru
- 1995 - Shades of House - VV.AA
- 1995 - Night at Ronnie Scott's, Vol. 2 - VV.AA
- 1996 - Cool Sounds from a Hot Club, Live at Ronnie Scott's - VV.AA
- 1996 - Hot - Roy Ayers
- 1996 - Night at Ronnie Scott's, Vol. 4 - VV.AA
- 1996 - Essential Groove - Roy Ayers
- 1998 - Very Best of Smooth Jazz  - VV.AA
- 1999 - Brighter Day - Ronny Jordan
- 1999 - Searchin'/Hot - Roy Ayers
- 1999 - Good Vibrations/The Essential Groove - Roy Ayers
- 2001 - Live at Ronnie Scott's - Roy Ayers - Guitar
- 2002 - Night at Ronnie's, Vol. 4 - VV.AA